# ヒュー・シアラー
ヒュー・ローソン・シアラー（Hugh Lawson Shearer 1923年5月18日 - 2004年7月6日）は、ジャマイカの政治家。1967年4月11日から1972年3月2日までジャマイカの首相となった。ジャマイカ労働党のメンバーであり、1967年から1974年まで党首を務めていた。